# Championnat d'Autriche de football 1944-1945
Navigation
Saison précédente Saison suivante
La saison 1944-1945 du Championnat d'Autriche de football était la 34e édition du championnat de première division en Autriche. La 1.Klasse est une des Gauligen mises en place par le régime nazi et le vainqueur du championnat se qualifie pour la phase finale du championnat allemand. Cette 7e édition de la Gauliga Donau-Alpenland regroupe donc 10 clubs au sein d'une poule unique où ils s'affrontent deux fois au cours de la saison, à domicile et à l'extérieur. La fin de la Seconde Guerre mondiale va interrompre le déroulement de la compétition, qui n'a donc pas de vainqueur officiel.
Avec la fin de la guerre, le championnat national autrichien disparaît et est remplacé par une compétition disputée uniquement réservée aux équipes de Vienne.

## Les 10 clubs participants
| - Wiener Sport-Club - SK Rapid Vienne - Wacker AC - First Vienna FC - Wiener AC | - Floridsdorfer AC - SK Admira Vienne - Promu de 2.Klasse A - FC Vienne - FK Austria Vienne - SC Rapid Oberlaa - Promu de 2.Klasse A |

## Compétition

### Classement
Le barème utilisé pour établir le classement est le suivant :
- Victoire : 2 points
- Match nul : 1 point
- Défaite : 0 point

| Rang | Équipe             | Pts | J | G | N | P | Bp | Bc | Diff |
| ---- | ------------------ | --- | - | - | - | - | -- | -- | ---- |
| 1    | SK Rapid Vienne    | 14  | 9 | 6 | 2 | 1 | 35 | 12 | +23  |
| 2    | Wacker AC          | 14  | 9 | 6 | 2 | 1 | 26 | 14 | +12  |
| 3    | First Vienna FC T  | 13  | 9 | 6 | 1 | 2 | 35 | 18 | +17  |
| 4    | FC Vienne          | 11  | 9 | 5 | 1 | 3 | 21 | 8  | +13  |
| 5    | Floridsdorfer AC   | 11  | 9 | 5 | 1 | 3 | 18 | 13 | +5   |
| 6    | SK Admira Vienne P | 9   | 9 | 4 | 1 | 4 | 17 | 20 | -3   |
| 7    | Wiener Sport-Club  | 5   | 9 | 2 | 1 | 6 | 14 | 26 | -12  |
| 8    | Wiener AC          | 5   | 9 | 2 | 1 | 6 | 16 | 34 | -18  |
| 9    | FK Austria Vienne  | 4   | 9 | 2 | 0 | 7 | 15 | 19 | -4   |
| 10   | SC Rapid Oberlaa P | 2   | 9 | 1 | 0 | 8 | 8  | 41 | -33  |

## Bilan de la saison
| Championnat d'Autriche de football 1944-1945 |                                    |
| Champion                                     | Compétition interrompue (xe titre) |
| Coupes et trophées                           |                                    |
| Vainqueur de la Coupe d'Autriche 1944-1945   | Non disputée                       |
| Promotions et relégations                    |                                    |
| Promus en Gauliga Donau-Alpenland            | Helfort Vienne                     |
| Promus en Gauliga Donau-Alpenland            | Ostbahn XI Vienne                  |
| Relégués en 1.Klasse                         | Aucun                              |